# 백스페이스

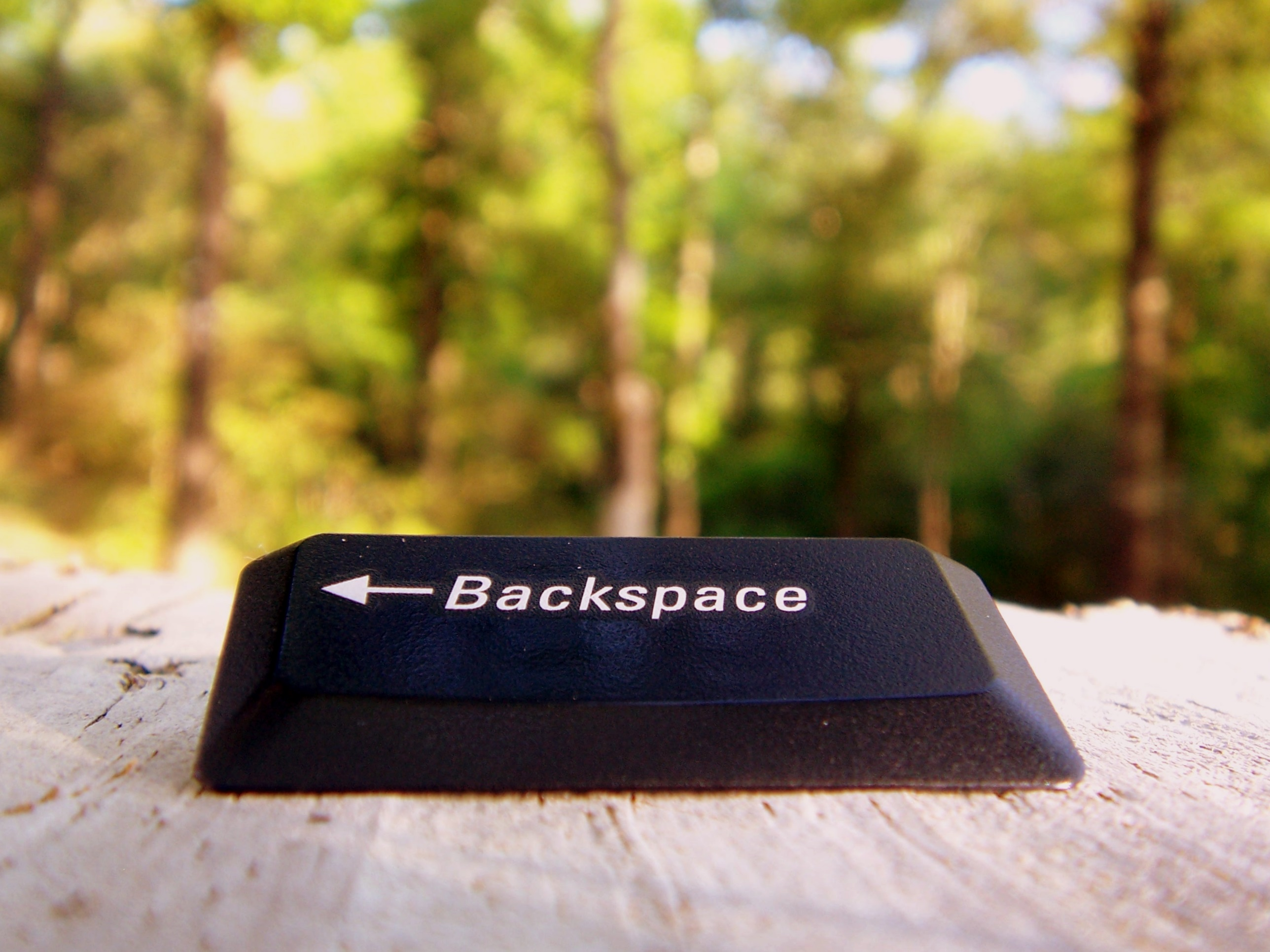
밖에 꺼내놓은 백스페이스 키

백스페이스(Backspace) 키는 기본적으로 글자 등을 지울 때 사용하며 때때로 Esc 키의 기능으로 사용되기도 하는 글쇠이다. 특히 글자를 잘못 쳤을 때 이 키를 누르면, 커서가 뒤로 이동하면서 문자를 하나씩 지운다. 원래는 타자기에서 라틴 문자 위에 발음 구별 기호를 넣기 위해 고안된 키이다. 어떤 문자를 친 뒤에 ← Backspace를 눌러서 타자 위치를 뒤로 옮기고 다시 원하는 발음 기호를 치는 방식이다.

## 작동 방식
백스페이스 키와 Delete 키 모두 문자를 지우는 기능을 하지만 작동 방식에 차이가 있다. Delete 키를 누르면 커서는 움직이지 않고 커서 다음에 있는 문자를 지우면서 글을 커서 쪽으로 끌어오는 데 반하여, ← Backspace를 누르면 글은 움직이지 않고 커서가 글의 반대 방향으로 움직이면서 문자를 지운다.
한글을 입력할 때 글자 마디 입력이 완전히 끝나지 않은 상태에서 이 키를 누르면 자소 단위로 삭제할 수 있다.